# 褐额啄木鸟
，是䴕形目啄木鸟科的一种鸟类。

## 特征
褐额啄木鸟体重约39.9克，翼长约114毫米，嘴峰长约23毫米，喙宽度约5.6毫米，喙厚度约5.8毫米，跗蹠长约18.2毫米，尾长约73.4毫米。褐额啄木鸟在其分布区内为留鸟，其栖息在密集的高大树木组成的森林中，食性为肉食性，主要食物来源是陆生无脊椎动物。

## 分布
北俾路支斯坦和西喜马拉雅山（阿富汗至北印度、尼泊尔）。